# Зденка Верміровська
Зденка Верміровська (чеськ. Zdeňka Veřmiřovská, 27 червня 1913, Копрживниці, Моравсько-Сілезький край — 13 травня 1997, Прага) — чехословацька гімнастка, олімпійська чемпіонка, чемпіонка світу.

## Біографічні дані
Зденка Верміровська дебютувала на міжнародних змаганнях на чемпіонаті світу зі спортивної гімнастики 1934 року в Будапешті, де завоювала разом з командою Чехословаччини золоту медаль. В індивідуальному заліку вона зайняла 5-те місце.
На Олімпіаді 1936 Зденка Верміровська у складі збірної Чехословаччини завоювала срібну медаль. В індивідуальному заліку вона зайняла 7-ме місце. Також зайняла 2-ге місце на брусах, 14-те місце у вправах на колоді і 18-те в опорному стрибку. Але через те, що до Олімпійських ігор 1952 жінки-гімнастки не отримували на Олімпіадах медалі в індивідуальному заліку, Зденка Верміровська отримала лише одну срібну медаль в команді, не отримавши медаль за вправи на брусах.
На чемпіонаті світу 1938 Зденка Верміровська завоювала золоту медаль в команді і срібну в абсолютному заліку.
На Олімпіаді 1948 Зденка Верміровська знов ввійшла до складу збірної Чехословаччини і зайняла 1-ше місце в командному заліку. В індивідуальному заліку вона зайняла 24-те місце. Також зайняла 21-ше місце у вправах на колоді, 37-ме місце у вправах на кільцях і була 45-ю в опорному стрибку.